# Regetovské rašelinisko
Regetovské rašelinisko je národní přírodní rezervace v katastrálním území obce Regetovka v okrese Bardejov v Prešovském kraji na Slovensku. Území bylo vyhlášeno v roce 1979 a jeho rozloha je 2,55 hektaru. Předmětem ochrany jsou zachovalá rašeliništní společenstva s výskytem vzácných druhů rostlin. Rezervace je jedinou lokalitou na východním Slovensku, kde roste ďáblík bahenní (Calla palustris).